# 요안나 파추와
요안나 파추와(Joanna Pacuła, 1957년 12월 30일 ~ )는 폴란드의 배우이다.

## 출연
- 2005년: 지옥의 영웅 (The Cutter) - 엘리자베스 역
- 2004년: 모스크바 히트 (Moscow Heat) - 사샤 역
- 2003년: 데이 라잇 어게인 (Day Light II / Lightning : Bolts of Destruction) - 밸러리 박사 역
- 1999년: 바이러스 (Virus) - 나디아 비노그라디야 역
- 1998년: 마이 자이안트 (My Giant) - 릴리아나 로타로 역
- 1998년: 터치 미 (Error In Judgment)
- 1998년: 화이트 레이븐 (The White Raven) - 줄리아 역
- 1996년: 비지니스 플레져 (Business For Pleasure) - 안나 역
- 1995년: 악령의 숨결 (Last Gasp)
- 1995년: 타임마스터 (Time Master)
- 1993년: 누드 살인 (Under Investigation) - 제인 스트롱 역
- 1993년: 툼스톤 (Tombstone) - 케이트 피셔 역
- 1993년: 이면의 정사 (Every Breath)
- 1993년: 가정교사 (Private Lessons II) - 소피 모간 역
- 1992년: 양들의 반란 (Eyes Of The Beholder)
- 1992년: 이원적 관능 (Husbands And Lovers / La Villa Del Venerdi)
- 1991년: 육체의 비밀 (Misteria / Body Puzzle)
- 1991년: 굿 폴리스맨 (The Good Policeman)
- 1990년: 죽음의 표적 (Marked for Death) - 레슬리 역
- 1987년: 소비버 탈출 (Escape From Sobibor)
- 1987년: 게릴라 (Death Before Dishonor) - 엘리 역
- 1983년: 고르키 파크 (Gorky Park) - 이리나 아사노바 역